# Papilio ulysses

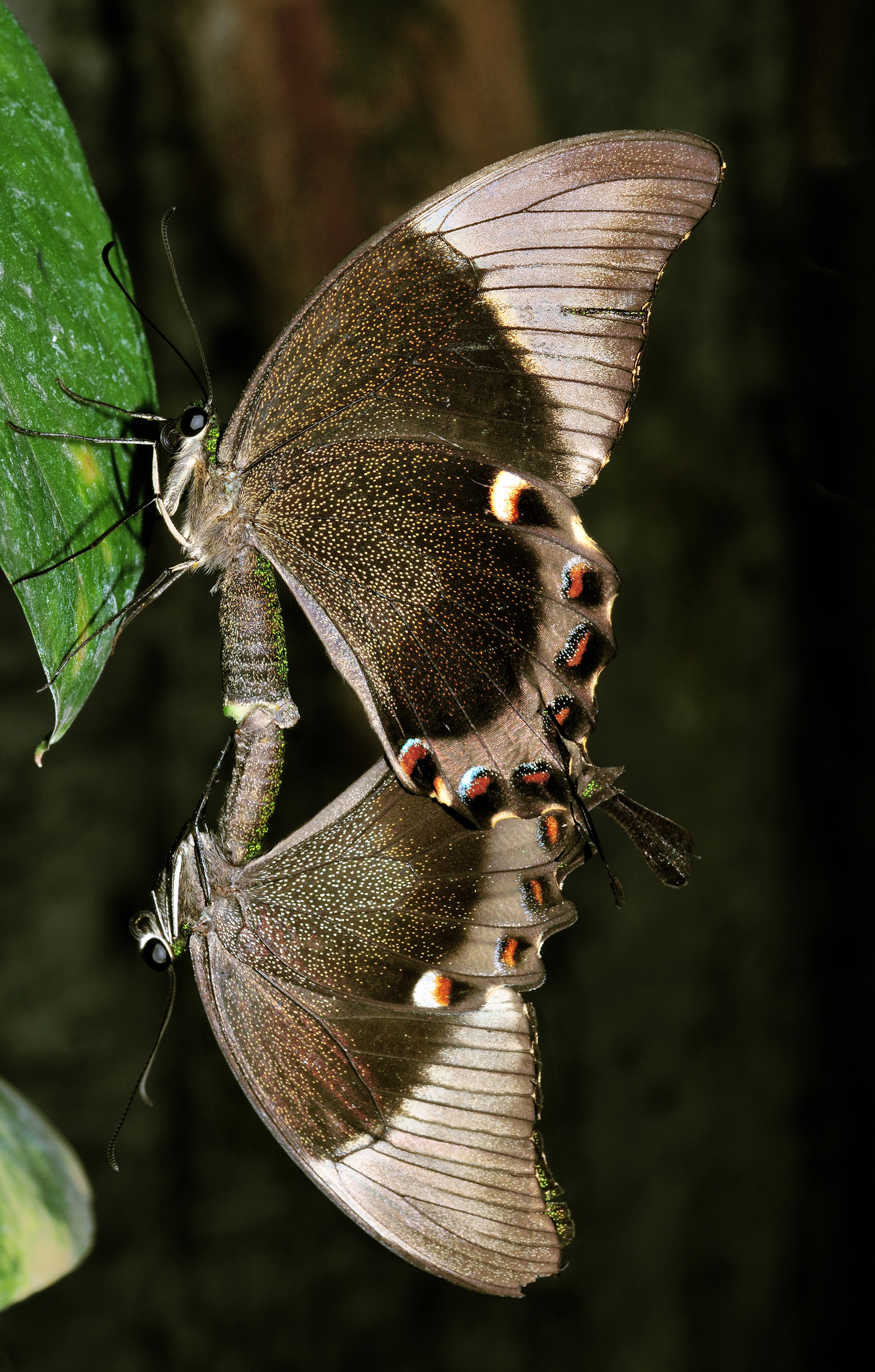
Papilio ulysses

La mariposa Ulises (Papilio ulysses), también conocida como la mariposa de montaña azul, es una especie  de lepidóptero ditrisio  de la familia Papilionidae propia del noroeste Australia, Nueva Guinea, Molucas e islas próximas. Esta mariposa es el emblema turístico de Queensland.

## Características
La mariposa Ulises tiene una envergadura de unos 14 cm; la cara dorsal de las alas es de un color azul eléctrico iridiscente, y la parte inferior negro tenue y marrón. Son colores físicos se producen por la refracción y reflexión de la luz en la estructura microoscópica de las escamas. La hembra es diferente, tiene una media luna, le falta de color azul en la parte trasera de sus alas. Cuando la mariposa se muestra en vuelo el color azul se oculta para poder camuflarse en su entorno, teniendo un color grisáceo. Aun así se le puede ver a metros de distancia por los destellos repentinos de color azul brillante.

## Historia natural
Habita en bosques tropicales y zonas con jardines suburbanos. Se alimenta de la planta Melicope elleryana, un árbol con racimos de pequeñas flores rosas que surgen directamente de las ramas. Los machos se sienten fuertemente atraídos por los objetos azules que confunden con las hembras. Las hembras buscan árboles de más de 2 metros de altura para depositar sus huevos.